# Écluse de Saltford

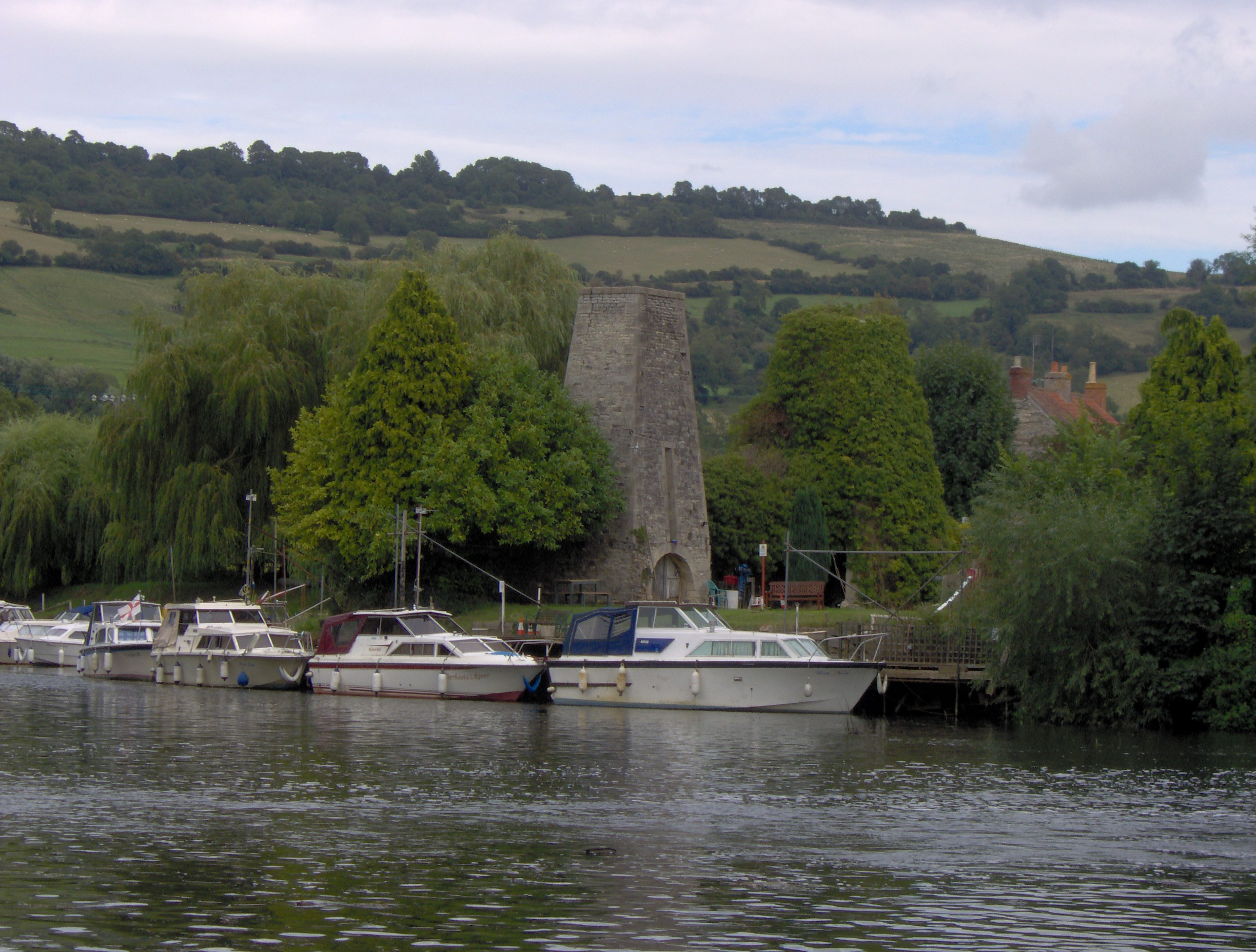
Usine de laiton de Kelston donnant sur l'écluse de Saltford

L’écluse de Saltford est située sur la rivière Avon, dans le village de Saltford, entre Bristol et Bath, en Angleterre.
L’écluse et le déversoir sont dominés par les vestiges de l'usine de laiton de Kelston, qui a fonctionné jusqu'en 1925. Il s'agit d'un bâtiment classé grade II. À côté de l’écluse se trouve un pub, dont le jardin s'étend au-delà l’écluse jusqu’à la petite île entre l'écluse et le déversoir. L’écluse a été ouverte en 1727 et détruite en 1738 par des revendeurs de charbon rivaux afin que cesse le transport via la rivière.